# 5159 Burbine
5159 Burbine è un asteroide della fascia principale. Scoperto nel 1977, presenta un'orbita caratterizzata da un semiasse maggiore pari a 2,7903422 UA e da un'eccentricità di 0,1087554, inclinata di 9,24902° rispetto all'eclittica.